# 前597年
| 千纪： | 前1千纪 |
| 世纪： | 前7世纪 \| 前6世纪 \| 前5世纪 |
| 年代： | 前620年代 \| 前610年代 \| 前600年代 \| 前590年代 \| 前580年代 \| 前570年代 \| 前560年代                                                                                 |
| 年份： | 前602年 \| 前601年 \| 前600年 \| 前599年 \| 前598年 \| 前597年 \| 前596年 \| 前595年 \| 前594年 \| 前593年 \| 前592年                                                   |
| 纪年： | 周定王十年 魯宣公十二年 齐顷公二年 晉景公三年 秦桓公七年 宋文公十四年 楚庄王十七年 衛穆公三年 陈成公二年 蔡文侯十五年 曹文公二十一年 郑襄公八年 燕宣公五年 杞桓公四十年 |

## 大事記
- 晋国、楚国邲之战，楚国战胜，成为中原霸主，智罃被楚國俘虜。荀首俘虜了公子穀臣、射殺連尹襄老。晉國主帥荀林父因指揮不力，請求處自己以死罪。晉景公打算答應，被士渥濁勸阻，晉景公於是讓荀林父官復原位，郤缺死後，荀林父繼任中軍將，其子郤克任上軍佐。
- 冬，晋国的中军佐先縠在清丘主持与宋国、卫国、曹国的会盟，想稳定同盟国家。但宋国奉晋国之命讨伐陈国时，卫国却出兵去救。
- 晉國大夫趙盾世族被屠岸賈陷害滅門，是為下宮之難，為趙氏孤兒故事的原型。
- 新巴比伦王国国王尼布甲尼撒二世攻占耶路撒冷，虏犹大王国国王约雅斤

## 逝世
- 趙莊子，趙氏領袖，生年不詳。
- 公孫杵臼，趙莊子趙朔的門客。
- 郤缺，春秋時期晉國大夫。
- 連尹襄老，楚莊王的大將，於邲之战陣亡。